# Біверкрік (Орегон)
Біверкрік (англ. Beavercreek) — переписна місцевість (CDP) в США, в окрузі Клакамас штату Орегон. Населення — 4727 осіб (2020).

## Географія
Біверкрік розташований за координатами 45°16′52″ пн. ш. 122°30′31″ зх. д. / 45.28111° пн. ш. 122.50861° зх. д. (45.281036, -122.508490).  За даними Бюро перепису населення США в 2010 році переписна місцевість мала площу 52,16 км², з яких 52,12 км² — суходіл та 0,04 км² — водойми.

## Демографія
Згідно з переписом 2010 року, у переписній місцевості мешкало 4485 осіб у 1620 домогосподарствах у складі 1308 родин. Густота населення становила 86 осіб/км².  Було 1681 помешкання (32/км²).
Расовий склад населення:
| - 93,6 % — білих - 1,2 % — корінних американців - 0,8 % — азіатів - 0,6 % — чорних або афроамериканців - 0,1 % — вихідців з тихоокеанських островів |

До двох чи більше рас належало 2,8 %. Частка іспаномовних становила 2,9 % від усіх жителів.
За віковим діапазоном населення розподілялося таким чином: 21,4 % — особи молодші 18 років, 64,6 % — особи у віці 18—64 років, 14,0 % — особи у віці 65 років та старші. Медіана віку мешканця становила 46,0 року. На 100 осіб жіночої статі у переписній місцевості припадало 103,0 чоловіків;  на 100 жінок у віці від 18 років та старших — 101,5 чоловіків також старших 18 років.
Середній дохід на одне домашнє господарство  становив 97 636 доларів США (медіана — 80 652), а середній дохід на одну сім'ю — 103 768 доларів (медіана — 90 370). Медіана доходів становила 62 560 доларів для чоловіків та 49 412 долари для жінок. За межею бідності перебувало 5,1 % осіб, у тому числі 3,8 % дітей у віці до 18 років та 4,4 % осіб у віці 65 років та старших.
Цивільне працевлаштоване населення становило 1844 особи. Основні галузі зайнятості: освіта, охорона здоров'я та соціальна допомога — 19,7 %, будівництво — 15,0 %, виробництво — 12,1 %, роздрібна торгівля — 10,1 %.